# St. Norbert (Schermcke)

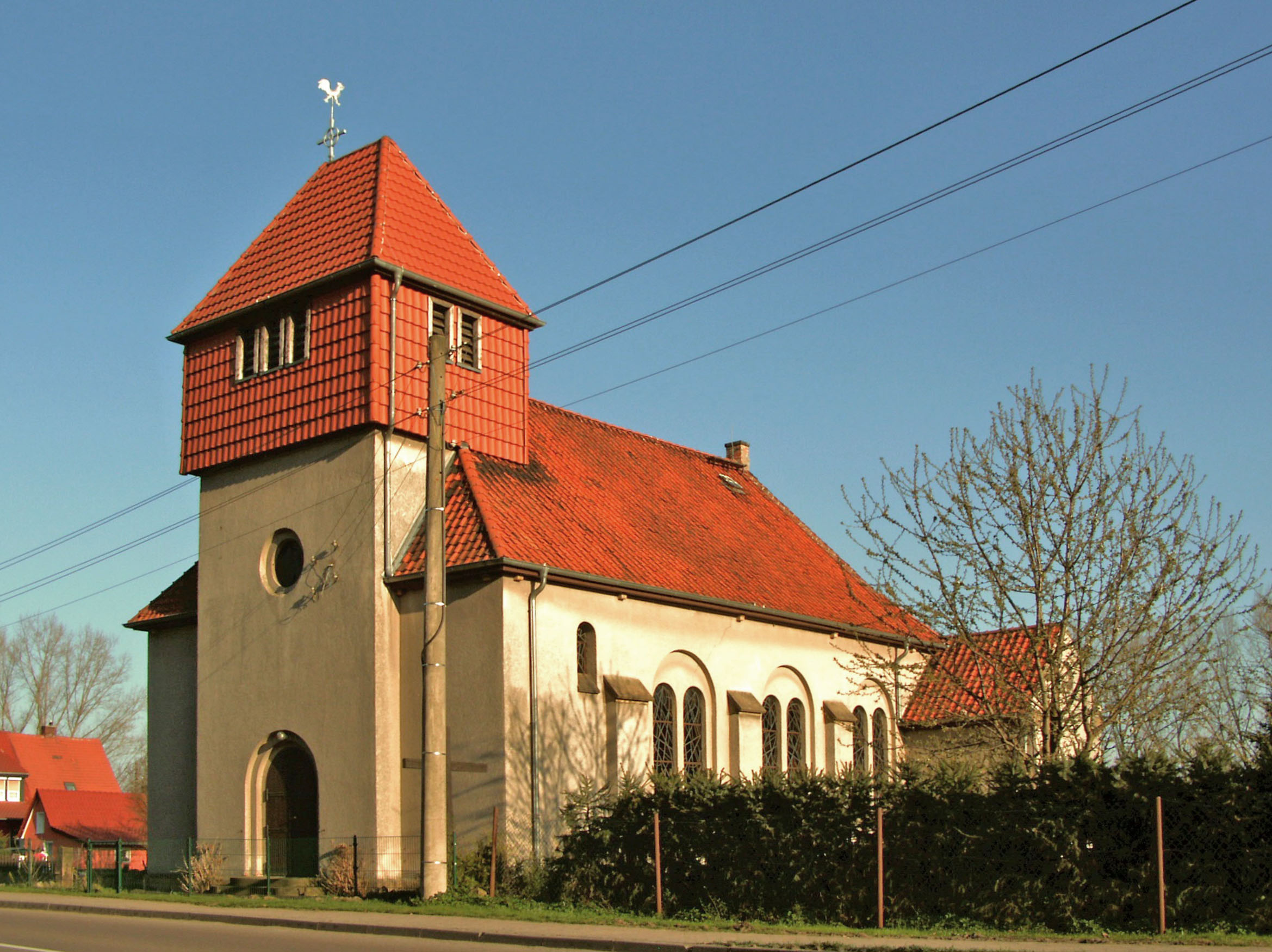
Außenansicht

Die Kirche Sankt Norbert ist die katholische Kirche in Schermcke, einem Stadtteil von Oschersleben (Bode), im Landkreis Börde in Sachsen-Anhalt. Sie gehört zur Pfarrei „St. Marien“ mit Sitz in Oschersleben, im Dekanat Egeln des Bistums Magdeburg. Die nach dem Heiligen Norbert von Xanten benannte Kirche befindet sich gegenüber dem Friedhof (Ampfurther Straße 27) und ist im Denkmalverzeichnis des Landes Sachsen-Anhalt unter der Erfassungsnummer 094 97540 als Baudenkmal aufgeführt.

## Geschichte
1558 wurde die Bevölkerung in Schermcke und die damalige Kirche durch die Einführung der Reformation evangelisch-lutherisch.
Erst im Zuge der Industrialisierung und den damit verbundenen Bevölkerungsbewegungen siedelten sich wieder Katholiken in nennenswerter Zahl in Schermcke an. Es handelte sich um Arbeiter aus katholischen Gebieten, überwiegend aus dem Eichsfeld, aus Schlesien und aus Polen. Der Bau einer Zuckerfabrik bot neben der Landwirtschaft Arbeitsplätze im Raum Schermcke.
1873 erfolgte in Schermcke die Errichtung einer katholischen Schule, 1908 folgte auf einem Dachboden die Einrichtung einer katholischen Notkapelle. 1913 fand die Grundsteinlegung für die St.-Norbert-Kirche statt, und am 21. Juni 1914 folgte ihre Weihe. Damals war Schermcke eine Gottesdienststation der Kirchengemeinde St. Josef in Klein Wanzleben. In den Osterferien 1939 wurde die katholische Schule, die stets einklassig war, durch die nationalsozialistischen Machthaber geschlossen.
1999 hat das Landesamt für Denkmalpflege die Kirche in die Denkmalliste aufgenommen. Am 20. Juni 2004 wurde noch das 90-jährige Jubiläum der Kirchweihe gefeiert, seit 2006 wird die Kirche jedoch nur noch selten genutzt.
Am 13. Oktober 2007 wurde der Gemeindeverbund „Eilsleben – Großalsleben – Hadmersleben – Hamersleben – Hötensleben – Klein Oschersleben – Oschersleben – Sommerschenburg – Völpke“ errichtet, zu dem seitdem auch die St.-Norbert-Kirche gehörte. Am 28. November 2010 entstand aus dem Gemeindeverbund die heutige Pfarrei „St. Marien“, zu ihr gehören heute (Stand 2021) außer der St.-Norbert-Kirche auch die Kirchen „Herz Jesu“ in Eilsleben, „Herz Jesu“ in Großalsleben, „St. Peter und Paul“ in Hadmersleben, „St. Pankratius“ in Hamersleben, „St. Josef“ in Harbke, „St. Joseph und Augustinus“ in Hötensleben, „St. Marien“ in Klein Oschersleben, „St. Marien“ in Oschersleben, „St. Johannes Baptist“ in Ottleben, „St. Bernward“ in Sommerschenburg und „Herz Jesu“ in Völpke. Die Volkszählung in der Europäischen Union 2011 zeigte, dass von den 20.588 Einwohnern der Stadt Oschersleben 1460, und somit rund 7,1 %, der römisch-katholischen Kirche angehörten.

## Architektur und Ausstattung
Die verputzte Langhauskirche befindet sich in rund 112 Meter Höhe über dem Meeresspiegel. Sie verfügt über einen eingezogenen Glockenturm, der von einem Kreuz und einem Wetterhahn gekrönt wird. Über dem Eingangsportal befindet sich ein Oculus.
Das Kirchengestühl bietet 90 Sitzplätze. Der Chorraum wird von einem Christkönigsbild dominiert. Der Tabernakel zeigt als Symbol für die Eucharistie einen Pelikan, der sich die Brust aufreißt, um seine Jungen mit Blut zu füttern. Links vom Altarraum zeigt ein Wandbild eine Mondsichelmadonna, darunter eine kleine Statue Josef von Nazaret. Der Schutzpatron der Kirche, der heilige Norbert, wird durch ein gegenüberliegendes Wandbild mit Kelch und Bischofsstab in seinen Händen sowie der Schermcker Kirche zu seinen Füßen dargestellt. 14 Kreuzwegstationen befinden sich an den Seitenwänden der Kirche. Unter der Empore ist der Beichtstuhl platziert. Eine Gedenktafel erinnert an die elf Opfer des Ersten Weltkriegs aus der Schermcker Gemeinde. Zur Innenausstattung der Kirche gehört auch ein von der Firma Bongardt hergestelltes Harmonium.

## Bilder

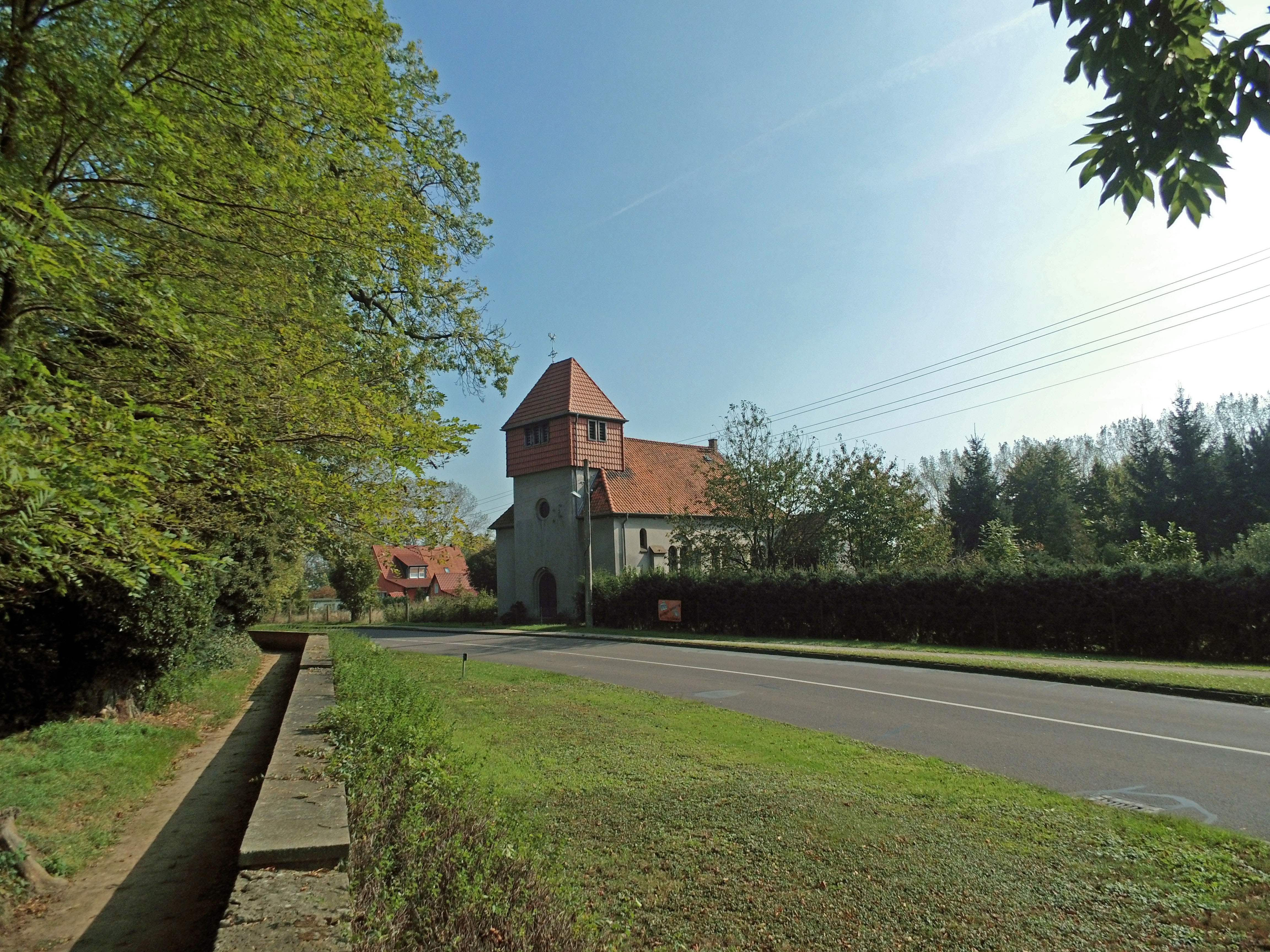
Ampfurther Straße
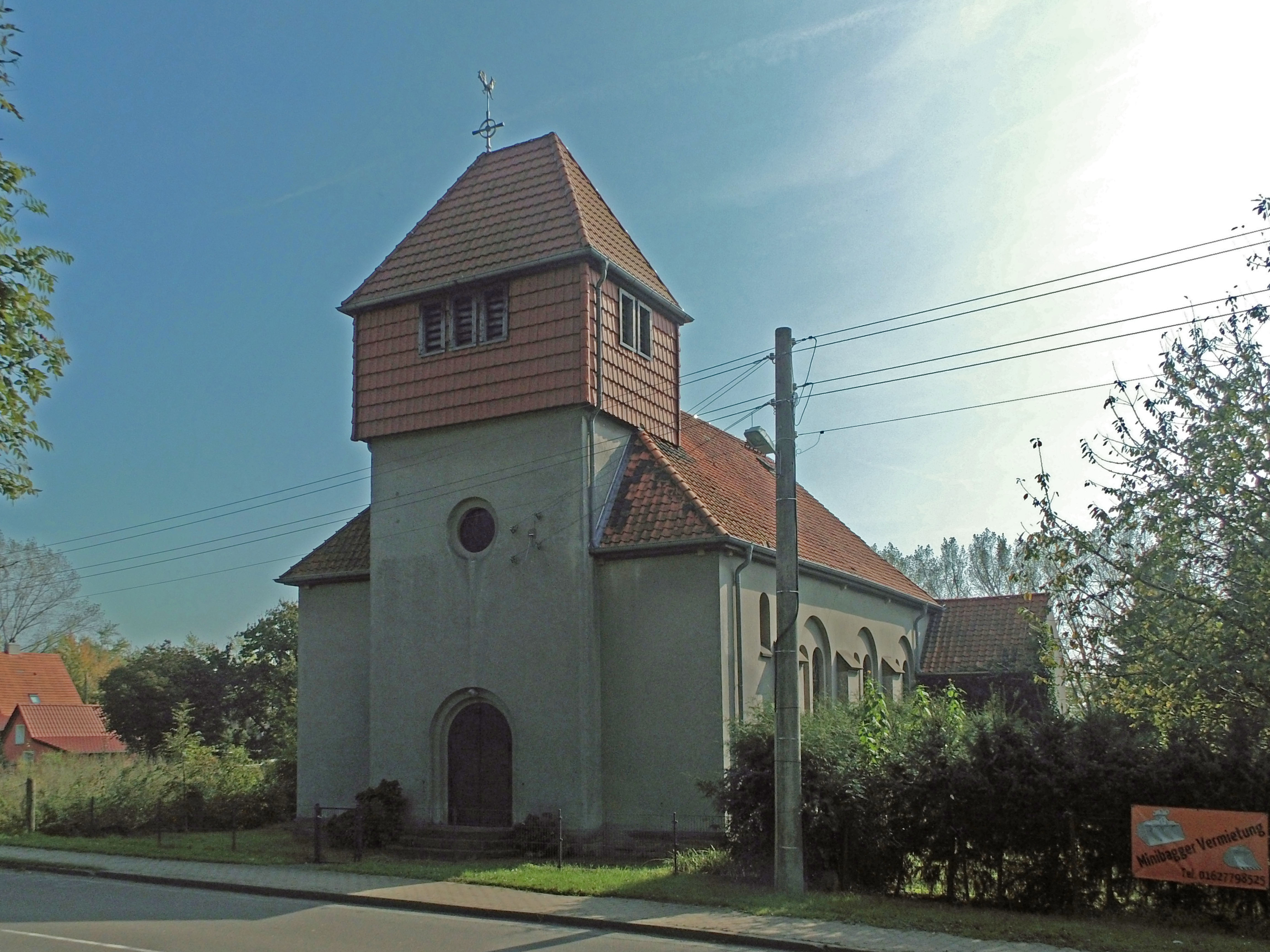
Straßenseite
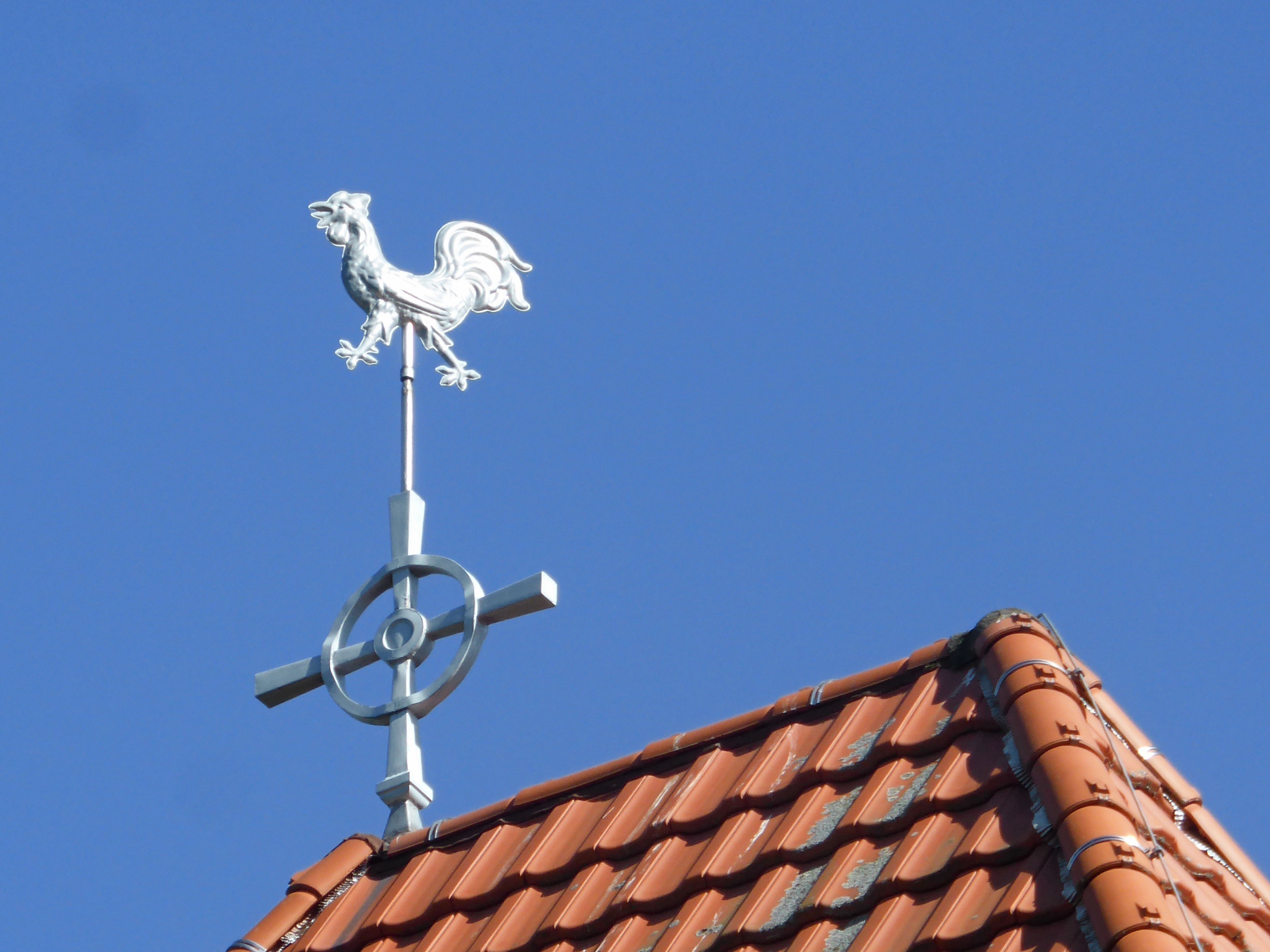
Kirchturmspitze
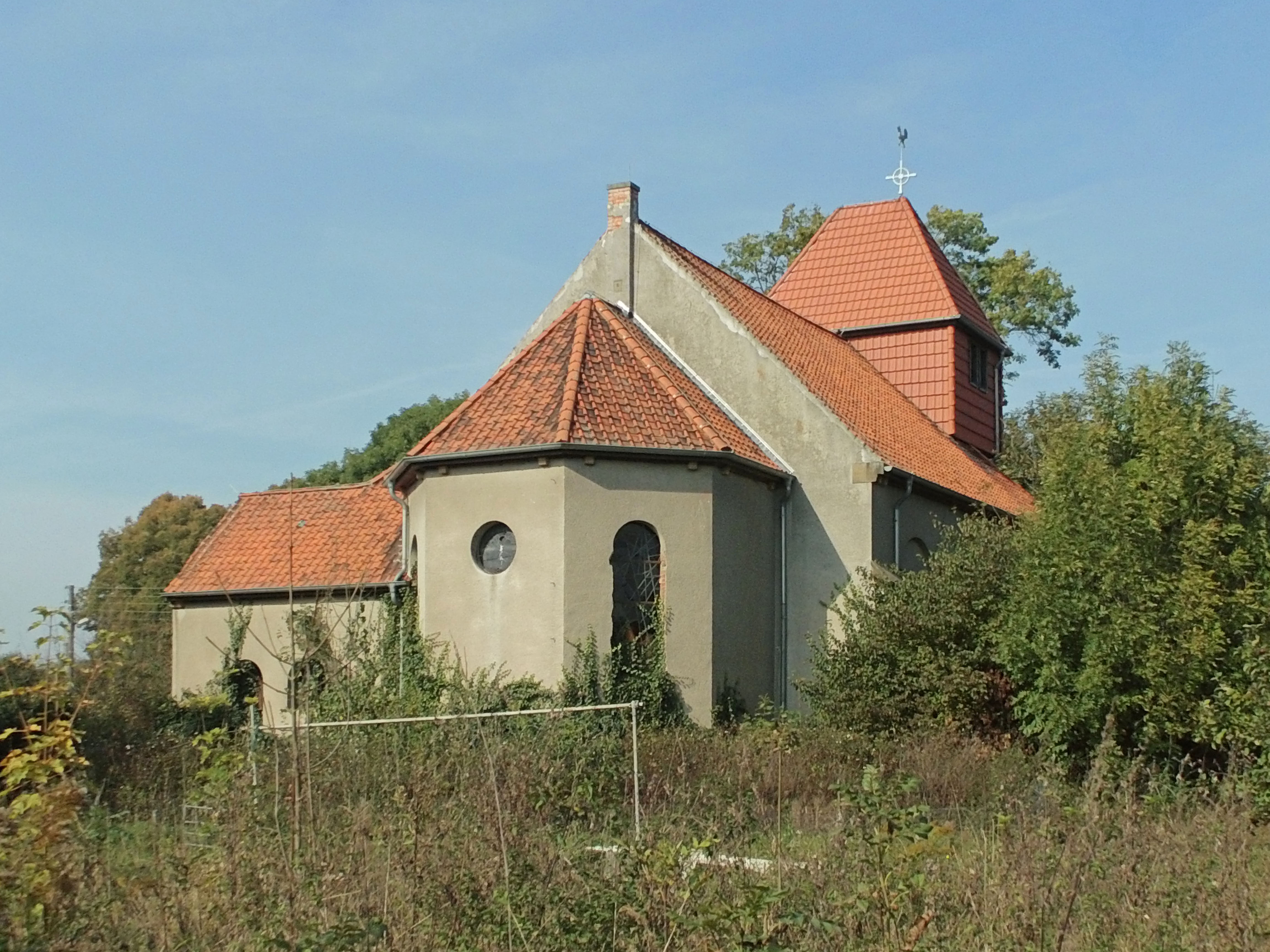
Gartenseite
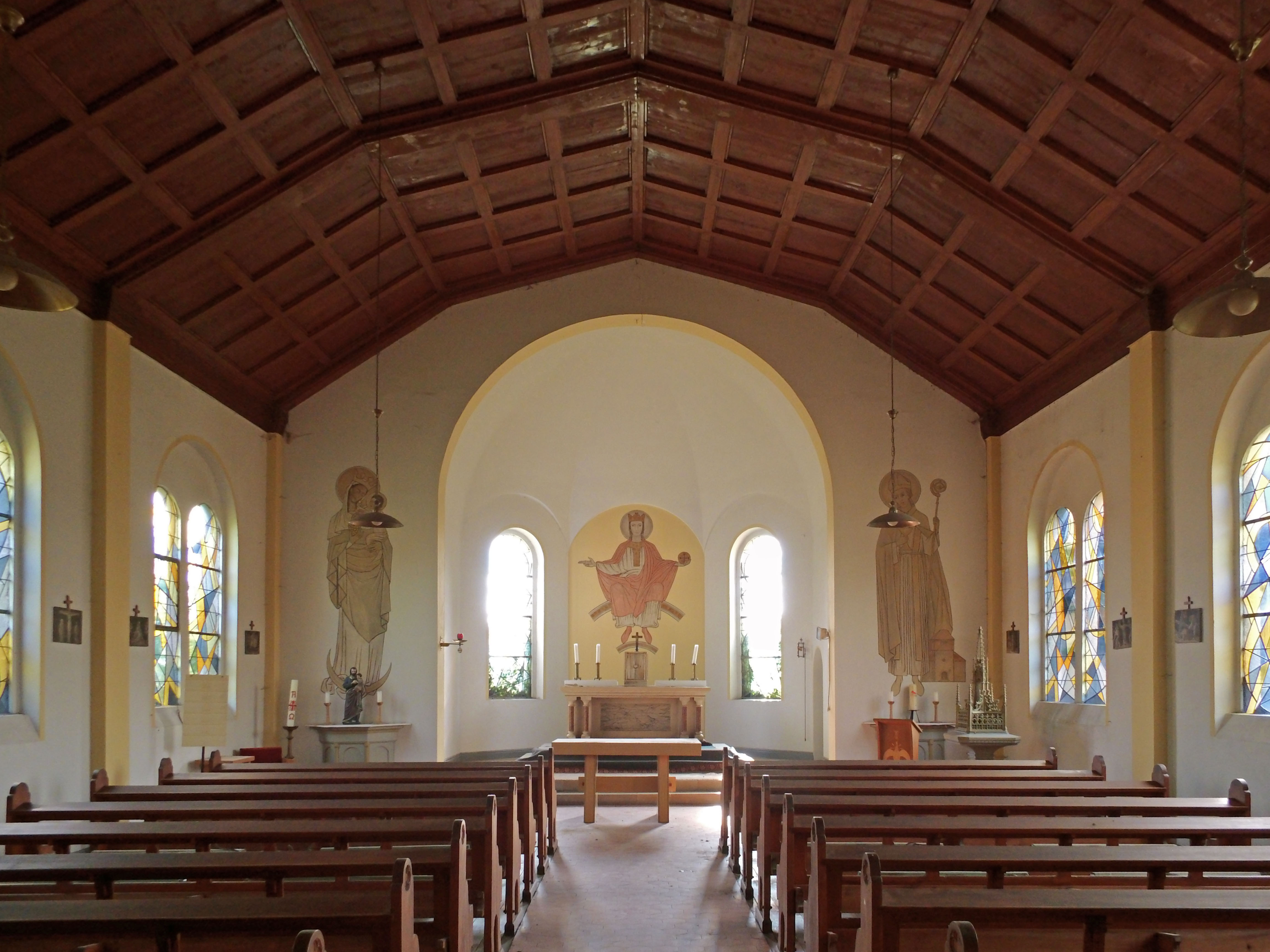
Innenansicht
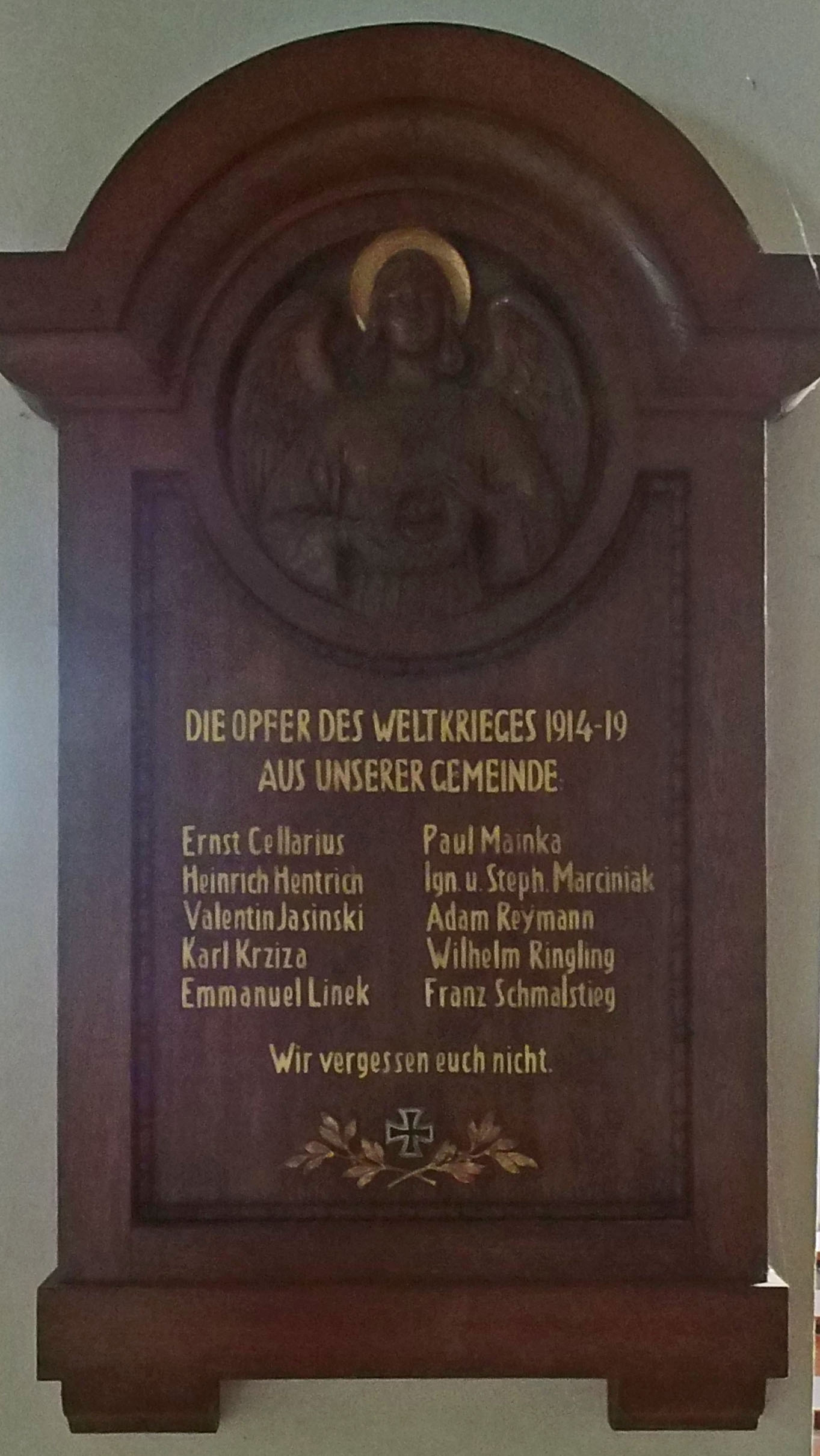
Gedenktafel